# Ewald Kropfitsch
Ewald Kropfitsch (* 16. September 1934 in Ferlach) ist ein österreichischer Jurist.

## Leben
Kropfitsch studierte in Wien und Graz Jus. 1959 promovierte er an der Karl-Franzens-Universität in Graz zum Doktor der Rechtswissenschaften. Er schlug die Richterlaufbahn in der österreichischen Justiz ein und wurde im Jahr 1962 zum Sprengelrichter des Oberlandesgerichtes Graz und 1965 Bezirksrichter in Völkermarkt, Kärnten. 1968 erfolgte dort seine Ernennung zum Landesgerichtsrat. Im Jahr 1969 wurde er in das Evidenzbüro des Obersten Gerichtshofes in Wien berufen. 1972 erfolgte die Ernennung zum Oberlandesgerichtsrat im Evidenzbüro des Obersten Gerichtshofes.  Kropfitsch bewarb sich 1977 zum Oberlandesgericht Wien und wurde ab 1. Jänner 1978 zum Senatsrat an diesem Gericht ernannt. Mit 1. Jänner  1980 erfolgte die Ernennung zum Hofrat des Obersten Gerichtshofes und am 1. Jänner 1994 zum Senatspräsidenten des Obersten Gerichtshofes in Wien, an welchem Gericht ihm zu seiner Pensionierung die Ehrenmedaille dieses Gerichtes überreicht wurde.
Er war noch während seiner aktiven Zeit als Senatspräsident des OGH Mitarbeiter des Kommentars zum Finanzstrafgesetz des Manz Verlages Wien und schrieb im Verlag des Niederösterreichischen Pressehauses Wien das Buch Jess zur Musik. Als Pensionist richtete er eine Werkstätte für Edelsteinschleiferei ein und widmete sich den Bau von Geigen. Im Jahr 2015 erschien sein Roman ...das bi-biologische Leben eines Genies...,  2019: Sybilles Smaragde, Ihre mörderische Jagd nach einer brillanten Karriere. Bei YouTube sind über 200 von ihm gefilmte Videos über Konzerte des Jess-Trio-Wien (Johannes (Klavier), Elisabeth (Violine), Stefan (Cello) Kropfitsch) aufgezeichnet.
Ewald Kropfitsch wohnt mit seiner Frau Karin und der Tochter Elisabeth Kropfitsch sowohl in Wien als auch in seiner Villa Kaiserstein in Mürzzuschlag, wo er in den Sommermonaten Konzerte veranstaltet. Er ist Mitglied des Rotary Clubs Mürzzuschlag-Semmering, als dessen Präsident er im Jahr 2012 mit der Paul Harris Fellow Medaille ausgezeichnet wurde. 
| Personendaten    | Personendaten           |
| ---------------- | ----------------------- |
| NAME             | Kropfitsch, Ewald       |
| KURZBESCHREIBUNG | österreichischer Jurist |
| GEBURTSDATUM     | 16. September 1934      |
| GEBURTSORT       | Ferlach                 |